# Stadttheater Rendsburg

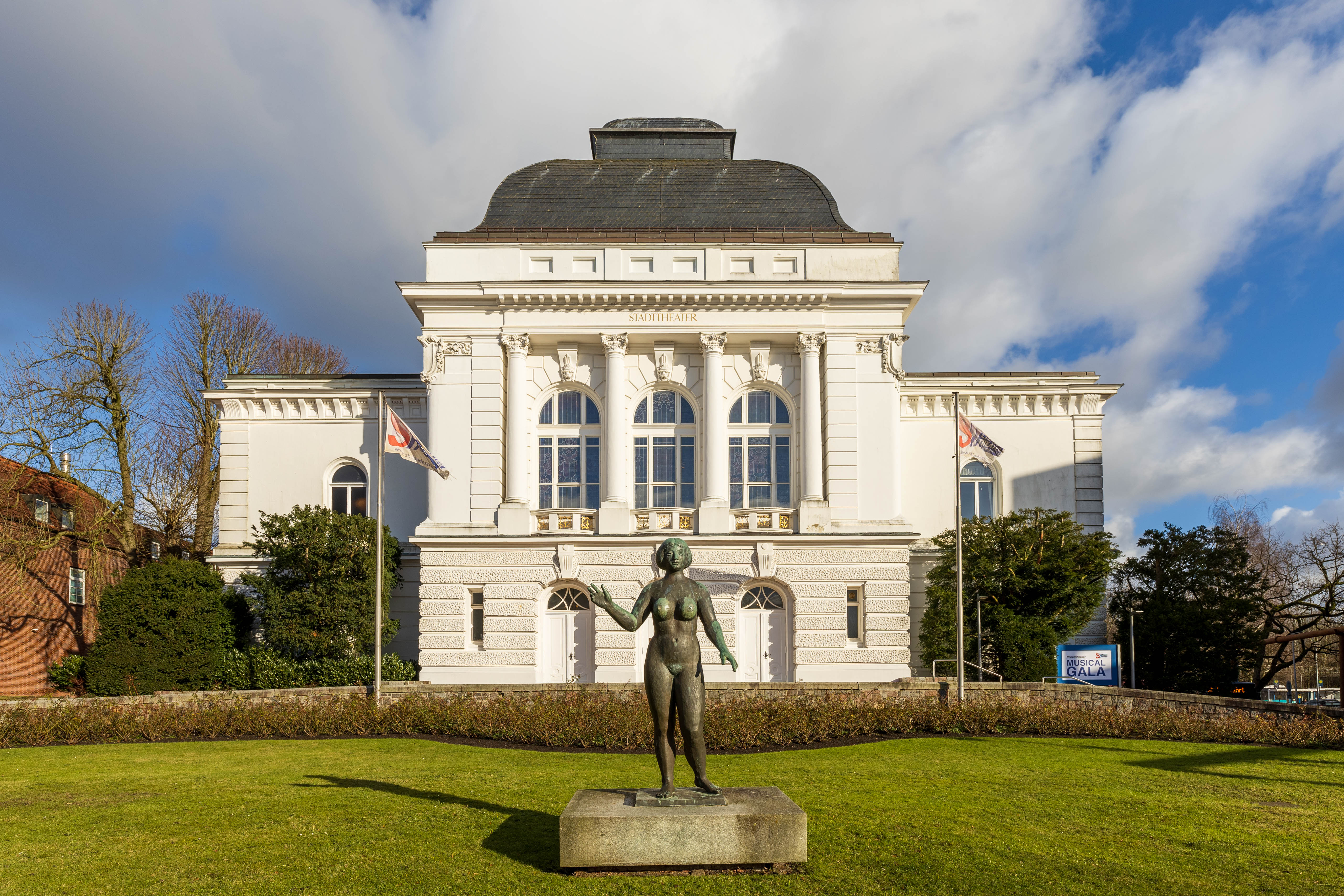
Stadttheater Rendsburg mit Figur „Eva“

Das Stadttheater ist ein Gebäude in der schleswig-holsteinischen Stadt Rendsburg im Baustil des Historismus. Es steht unweit des Bahnhofs am Hans-Heinrich-Beisenkötter-Platz 1. Das markante weiße Bauwerk ist stadtbildprägend. Es steht unter der Nr. 3633 unter Denkmalschutz.

## Geschichte

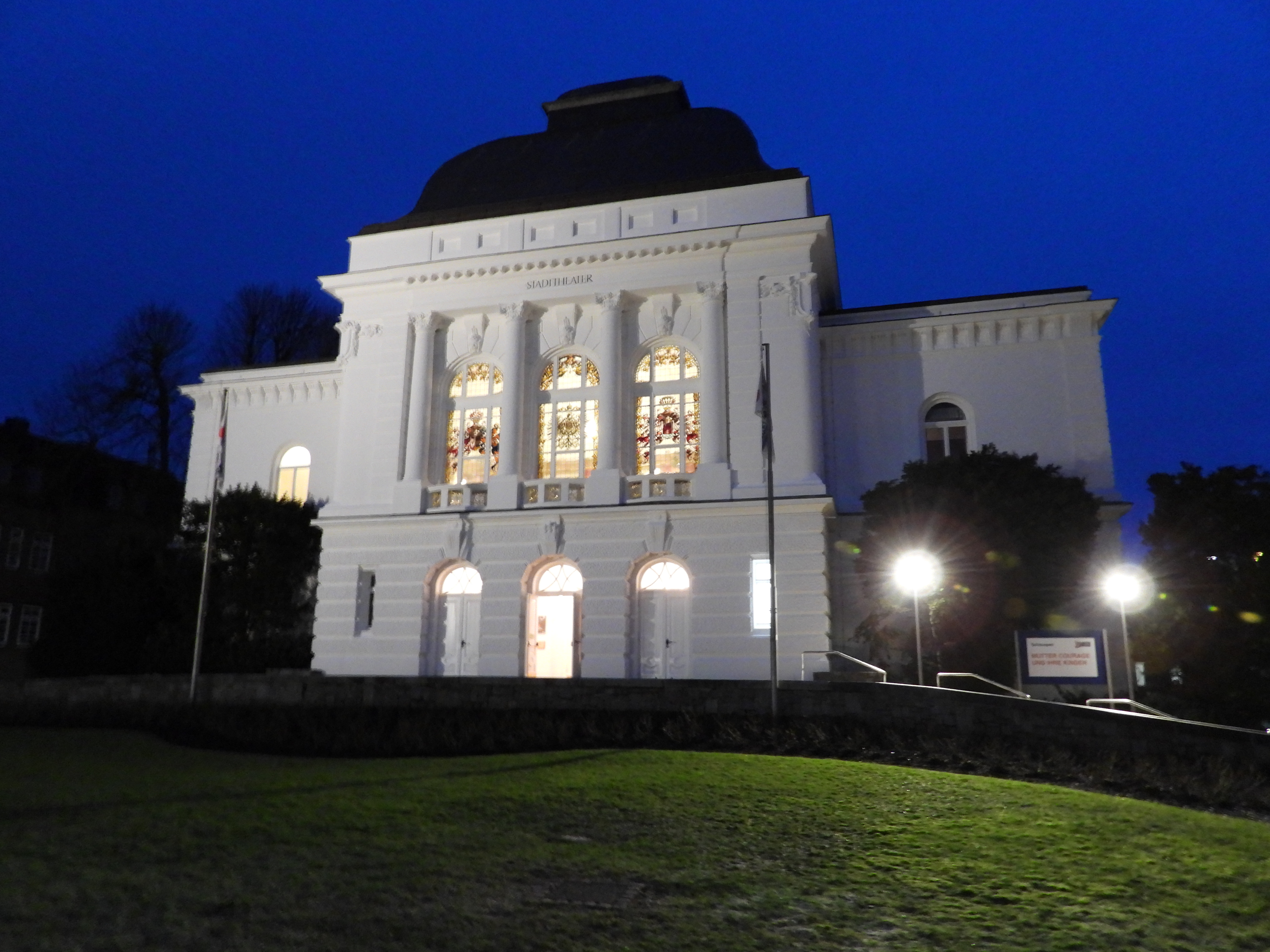

Erste Pläne für ein Stadttheater in Rendsburg gab es bereits um das Jahr 1890. Aus den Überschüssen der Stadt Sparkasse Rendsburg mit einer Gesamtsumme von 150.000 Goldmark wurde durch Überweisung an die Stadt das nötige Kapital zusammengetragen. Eine Baukommission informierte sich zudem vor Ort über den Bau des Theaters in Ystad, Schweden. Bei diesen und weiteren Recherchen entschied der Magistrat, dass Rendsburg nicht nur ein Theater, sondern auch einen Festsaal benötige. Deshalb wurde das Projekt ab 1898 nicht mehr Stadttheater, sondern Stadthalle genannt. Am 22. Juli 1898 wurde schließlich entschieden das Bauwerk zwischen Jungfernstieg und Bahnhof zu errichten. Die Baukosten überschritten die veranschlagte Summe.
Grundsteinlegung war im November 1900. Genau ein Jahr später im November 1901 wurde das Stadttheater eingeweiht. Im Laufe des 20. Jahrhunderts wurden verschiedene Ziertürme des Gebäudes entfernt, sodass es heute wesentlich einheitlicher scheint als damals. Architekt war Albert Winkler.
Das Ziel, ein leistungsfähiges Städtebundtheater zu gründen, schlug zunächst fehl. Der erste Intendant wurde der private Theaterunternehmer Leopold Friedrich Weiß. Er wurde für die Winterspielzeit 1901/02 und das Folgejahr gebunden, bevor er nach Bad Landeck ging. Sein Nachfolger wurde Hans Polte.
Nach über 40 Jahren wurde der Plan eines Städtebundtheaters Schleswig-Rendsburg-Husum Wirklichkeit. Hermann Wagner und Paul Jaenicke hatten sich seinerzeit zusammengeschlossen und begonnen im St. Pauli-Theater, das um diese Zeit noch keine eigenen Vorstellungen gab, zu spielen. Sie waren nun von Hamburg aus auf der Suche nach neuen Spielorten. Über Neumünster kamen sie auf Rendsburg, wo das Theater beschlagnahmt worden und von einem englischen Betreuungsoffizier verwaltet wurde. Unter dem Namen „Städtebundtheater“ gaben die beiden im Dezember 1945 ihre erste Vorstellung.
Nach dem Rückzug der Engländer aus dem Gebäude kam ein Vertrag mit der Stadt Rendsburg zustande und aus dem Privatunternehmen wurde eine GmbH. Als Startbudget steuerten Neumünster, der Kreis Rendsburg, die Stadt Rendsburg und Paul Jaenicke jeweils 20.000 D-Mark bei. Der Erfolg blieb für wenige außerordentlich – bis der Währungsschnitt dem Unternehmen ein Ende setzte. Also wurde bereits 1949 das „Städtebundtheater“ wegen finanzieller Schwierigkeiten aufgelöst. Allerdings entstand noch im selben Jahr die Schleswig-Holsteinische Landesbühne, wieder unter der Verantwortung Rendsburgs sowie mit Neumünster und dem Kreis Rendsburg Gesellschaftern.
Die Landesbühne arbeitete 25 Jahre unter den Intendanten Wulf Leisner, Joachim von Groeling, Hans Walter Deppisch und Hans Thoenies. Während dieser Zeit erfolgte ein Umbau des Theatersaals: Dabei wurden ansteigende Sitze eingebaut, sodass eine Mehrzwecknutzung nicht mehr möglich war. Aus der Stadthalle wurde nun ein vollwertiges Stadttheater.
Da die zu zahlenden Subventionen eine Höhe erreichten, welche die Stadt nicht mehr tragen konnte, wurde am 3. Juni 1974 daraufhin der Vertrag für das heutige „Schleswig-Holsteinisches Landestheater und Sinfonieorchester GmbH“ geschlossen. Gesellschafter waren insgesamt 20 Städte und Kreise in Schleswig-Holstein. Standorte sind bis heute Flensburg, Schleswig und Rendsburg. Sitz der Gesellschaft ist Flensburg, das Schauspiel konzentriert sich aber hauptsächlich auf Schleswig und Rendsburg. Erster Generalintendant und alleinzeichnungsberechtigter Geschäftsführer wurde Horst Mesalla.
In den Jahren 1984/1985 wurden der Theatersaal mit Foyer und Garderoben nach Plänen des Bauamtes der Stadt Rendsburg umgestaltet. Zwischen 1998 und 2000 wurde zudem die gesamte Technik im Bühnenhaus erneuert. Ende der 1970er Jahre wurde in der ehemaligen Theaterwerkstatt eine Studiobühne eingerichtet – die „Kammerspiele“.
Auf Mesalla folgten ab 2000 Michael Grosse, der bis 2010 blieb, sowie sein Nachfolger Peter Grisebach, zu dessen großen Verdiensten das Abwenden einer möglichen Insolvenz der GmbH gehört. Griesbach blieb bis 2020. Seine Nachfolgerin wurde Ute Lemm.
Das Unternehmen Schleswig-Holsteinische Landestheater und Sinfonieorchester ist ein modernes Unternehmen mit rund 380 Beschäftigten. Es gibt über 700 Vorstellungen pro Spielzeit.

## Umgebung

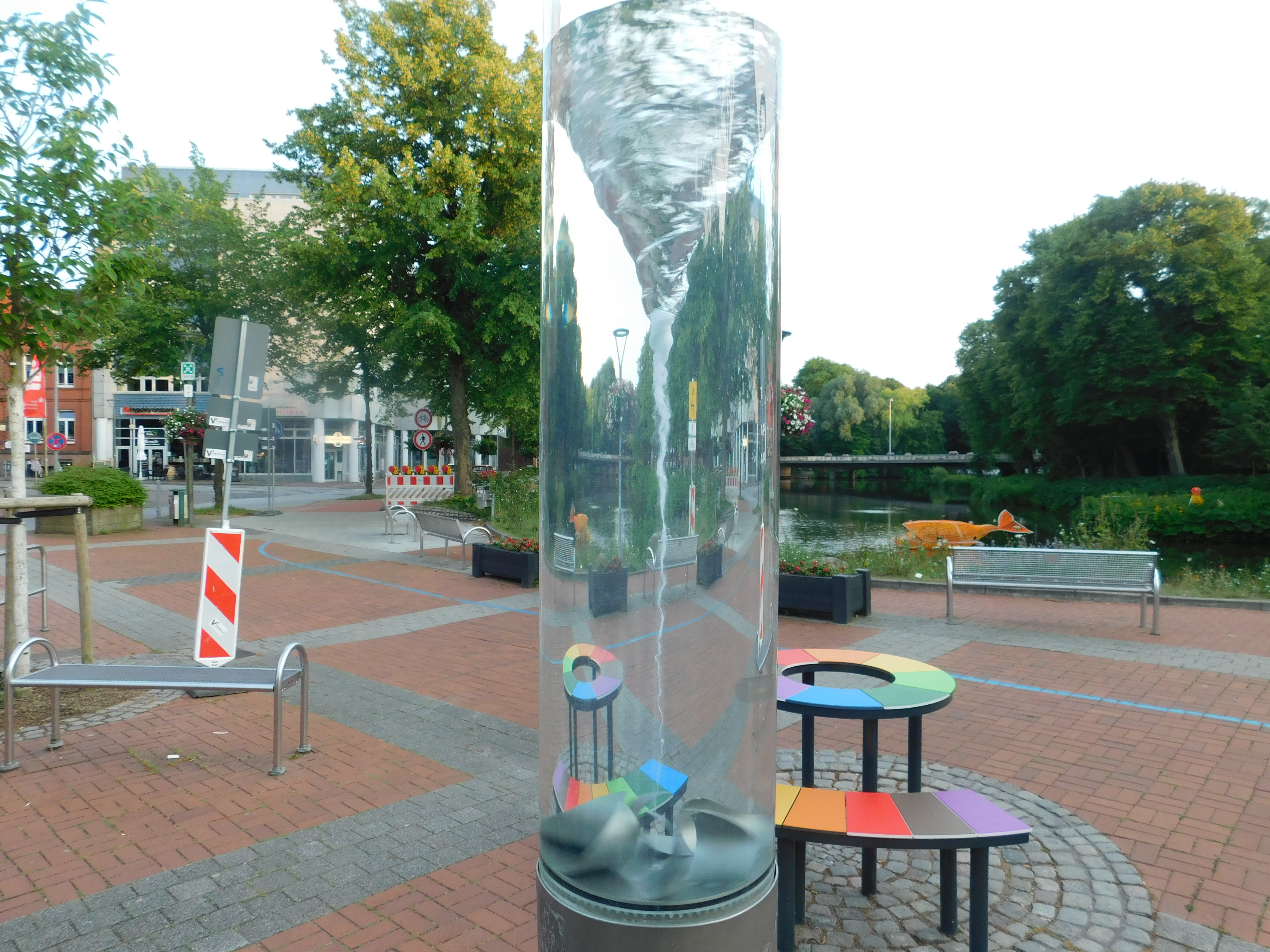
Platz der Kinderrechte mit Wassersäule

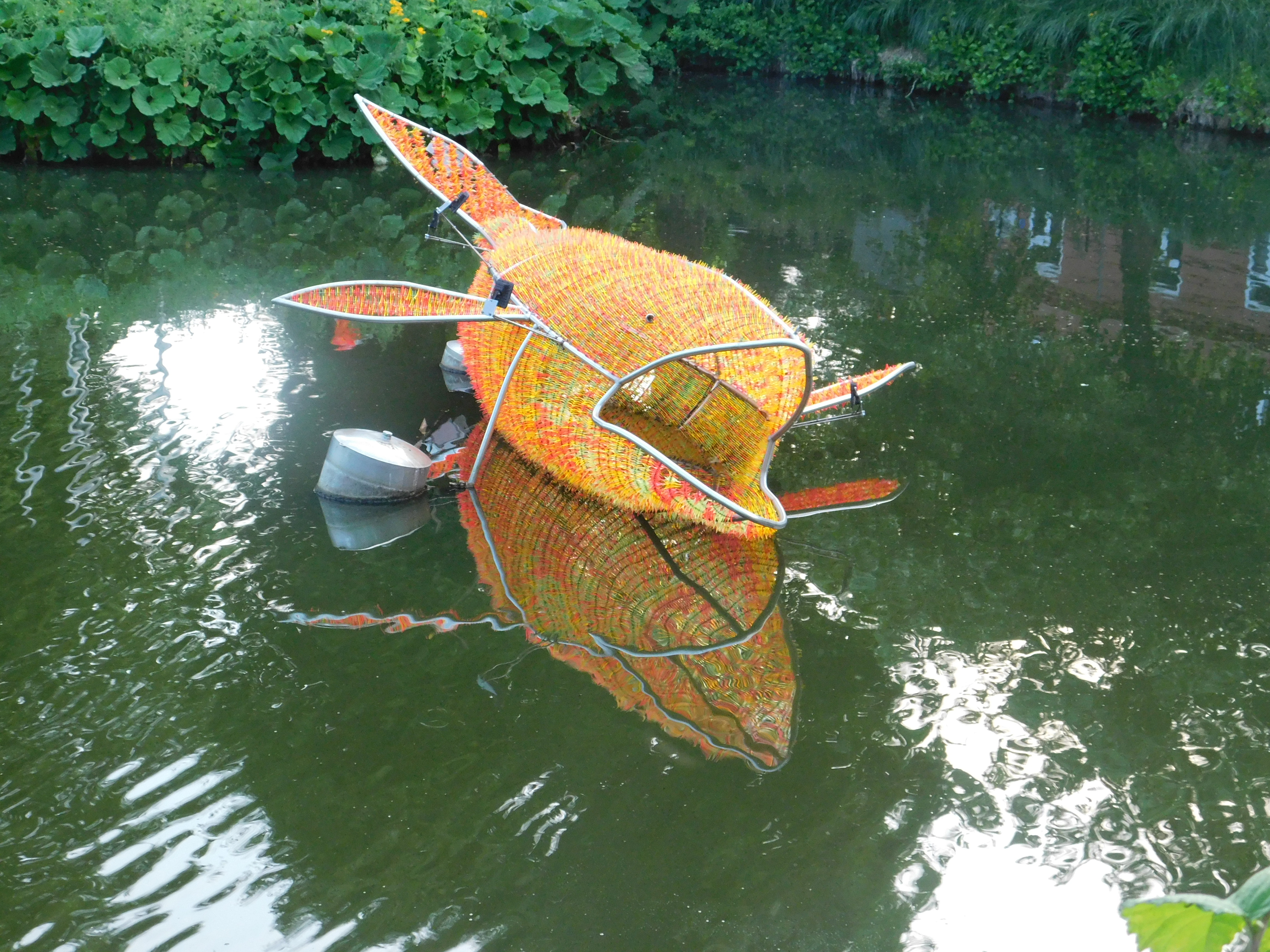
Rendsburger Wal

Direkt vor dem Hauptportal des Gebäudes steht die sogenannte „Rendsburger Eva“. Sie wurde 1982 von dem Bildhauer Fritz Fleer geschaffen. Ursprünglich stand hier die Skulptur „Eva und ihre Kinder“ von 1889 des Bildhauers Adolf Brütts, die in den Park von Schloss Gottorf in Schleswig versetzt wurde.
Unmittelbar vor dem Gebäude liegt der Platz der Kinderrechte. Ein künstlerisches Objekt im Zentrum des Platzes ist eine Wassersäule, die mit einer Kurbel in einen Strudel verwandelt werden kann. Der Platz wurde im August 2021 vom Kinderschutzbund Rendsburg initiiert und soll Kinder sowohl auf ihre Rechte aufmerksam machen als auch darüber aufklären, dass die UN-Kinderrechtskonvention vom 20. November 1989 bis heute nicht überall verwirklicht wurde.
In der Umgebung liegen auch das Alte Postamt sowie ein Arm der in Rendsburg aufgestauten Eider, in der sich die Plastik eines Wals befand, die seit Ende 2023 verschwunden ist. Der Wal war 8,20 m lang und stammte von dem Künstler Dieter Erhard. 2016 stand Wal zunächst vor Schloss Bellevue und wurde dann von der Stadt Rendsburg erworben. Zeitweise standen auch zwei Pinguine neben dem Wal.
Zudem enden vor dem Stadttheater in einer Endhaltestelle mehrere Buslinien der Region, unter anderem die Linie 2520 nach Heide (Holstein). Östlich der Endhaltestelle liegt der Zentraler Omnibusbahnhof.

## Veranstaltungen
Das Stadttheater Rendsburg gehört zu den Schleswig-Holsteinischen Landestheatern. Es zeigt neben klassischen Theateraufführungen auch Musiktheater, Ballett und Konzerte. Einzelne Theaterstücke sind speziell für die jüngere Generation ausgerichtet; wozu unter anderem ein Puppentheater gehört.
Es werden für verschiedene Altersgruppen Schauspiel-Workshops angeboten. Teilweise sind die entsprechenden Möglichkeiten auf Schulklassen zugeschnitten.